# 21401 Юстінковач
21401 Юстінковач (21401 Justinkovac) — астероїд головного поясу, відкритий 20 березня 1998 року.
Тіссеранів параметр щодо Юпітера — 3,482.